# 羅伊·波爾
羅伊·波爾（英語：Lloy Ball；1972年2月17日—）是一位美國排球運動員。他在1993年至2008年期間代表美國國家男子排球隊參賽。在2008年，他代表美國隊在奧運會上奪得金牌。